# Eutettoide
Un eutettoide è una miscela di due o più sostanze con un punto di solubilità solida inferiore a quelli di entrambi i componenti.
Per la lega ferro-carbonio, si ha una miscela eutettoide con una percentuale di carbonio pari a 0,77% che, in questo caso, corrisponde ad una temperatura di solubilità solida di 727 °C, dove la fase γ (austenite) si trasforma in una struttura lamellare composta da fase α (ferrite) + Fe3C (cementite) detta  perlite.